# 周亮工
周亮工（1612年—1672年），字元亮，號櫟園、減齋。河南祥符（今開封市）人，原籍江西金溪，明末清初文人。

## 生平
生於明萬曆四十年（1612年），久居金陵（南京）。崇禎十三年（1640年）成進士，授山東濰縣知縣，守城有功，当地士民感念其保境守土之功，为他立了生祠。十七年（1644年），遷浙江道監察御史。甲申之變，李自成破京师，投缳自殺，为家人所救。
清顺治二年（1645年），豫亲王多铎兵下江南，亮工诣军门投降。入清後，任江南鹽法道道員。顺治四年（1647年）擢为福建按察使，参与镇压福建，“建诗话楼，祀宋严沧浪其上，召邑诸生能诗者益日与倡和。”升戶部右侍郎。康熙六年（1667年）任江安十府糧儲道叅議。
康熙八年漕运总督帅颜保劾「纵役侵扣诸款」，亮工被捕，遇赦得释。晚年有焚書之舉。康熙十一年（1672年）六月卒於館舍。《清史列传》列入《贰臣传》。

## 著作
善古文，宗法唐宋八大家，推崇严羽诗论。魏禧稱：“博及群书而未尝好征引故实以自侈其富，……每命一文，必深思力索，戛戛乎务去其陈言习见而皆衷于理义，无诡僻矫激之辞以惊世骇俗，其正也如是。”。撰有《赖古堂全集》24卷。

## 延伸阅读
[在维基数据编辑]
 在维基文库阅读此作者作品（ 在维基共享资源阅览影像）